# Plocama brevifolia
Plocama brevifolia är en måreväxtart som först beskrevs av Ernest Saint-Charles Cosson, Michel Charles Durieu de Maisonneuve och Auguste Nicolas Pomel, och fick sitt nu gällande namn av Maria Backlund och Mats Thulin. Plocama brevifolia ingår i släktet Plocama och familjen måreväxter. Inga underarter finns listade i Catalogue of Life.